# シャフト (2019年の映画)
『シャフト』（原題：Shaft）は、2019年に公開されたアメリカ合衆国のアクション映画である。監督はティム・ストーリー、主演はサミュエル・L・ジャクソンとジェシー・アッシャーが務めた。本作はアーネスト・タイディマンが1970年に発表した小説『Shaft』を原作としている。また、本作は2000年に公開された同名映画の続編でもある。
なお、本作は日本国内で劇場公開されなかったが、Netflixによって2019年6月28日に配信された。

## 概略
ジョン・シャフト・ジュニア（JJ）はサイバー・セキュリティの専門家で、FBIの捜査官を務めていた。ある日、彼の親友が他殺を疑わせる状況下で亡くなるという事件が発生した。何としてでも真相を突き止めたいJJは、長らく疎遠だった父親ジョン・シャフトの協力を仰ぐことにした。シャフトは伝説の捜査官として知られていたのである。2人は事件の真相を暴くため、ハーレムの裏社会の奥深くへと潜入していく。

## キャスト
※括弧内は日本語吹替
- ジョン・シャフト（英語版） - サミュエル・L・ジャクソン（手塚秀彰）
- ジョン・シャフト・ジュニア（JJ） - ジェシー・アッシャー（前田一世）
- ジョン・シャフト・シニア - リチャード・ラウンドトゥリー（中博史）
- サーシャ・アリアス - アレクサンドラ・シップ（志田有彩）
- マヤ・ババニコス - レジーナ・ホール（喜田あゆ美）
- ゲイリー・カットワース少佐 - マット・ローリア（英語版）
- ヴィエッティ特別捜査官 - タイタス・ウェリヴァー（阿部竜一）
- フレディ・P - クリフ・"メソッド・マン"・スミス
- ピエロ・"ゴルディト"・カレッラ - イザック・ド・バンコレ（裕樹）
- カリム・ハッサン - アヴァン・ジョーギア
- ベニー・ロドリゲス - ルナ・ローレン・ベレス
- キース・ウィリアムズ軍曹 - ロビー・ジョーンズ（英語版）
- エディ・ドミンゲス二等軍曹 - アーロン・ドミンゲス
- マヌエル・オロスコ - イアン・カッセルベリー
- アナム - アルメーラ・ジワ
- ファリク・バハール - アマト・ダポリト
- ロン - リーランド・ジョーンズ（英語版）

## 製作
2015年2月18日、ニュー・ライン・シネマが『シャフト』のリブート版の製作に乗り出したとの報道があった。7月28日、ケニヤ・バリスとアレックス・バーノウが本作の脚本を執筆することになったと報じられた。2017年1月20日、ティム・ストーリーが監督に起用された。8月18日、ジェシー・アッシャーとリチャード・ラウンドトゥリーがキャスト入りした。11月20日、アレクサンドラ・シップが本作の出演交渉に臨んでいると報じられた。2018年1月、マット・ローリア、アヴァン・ジョーギア、ロビー・ジョーンズの出演が決まった。2月、本作の主要撮影が始まった。

## 公開・マーケティング
2017年10月、Netflixは本作の製作費3000万ドルの半分以上を負担する代わりに、米国外で本作を配信する権利を獲得した。2018年2月20日、本作の劇中写真が初めて公開された。2019年2月5日、本作のポスター第1弾が公開された。7日、本作のオフィシャル・トレイラーが公開された。6月4日、本作のレッドバンド・トレイラーが公開された。

## 興行収入
本作は『メン・イン・ブラック:インターナショナル』及び『デッド・ドント・ダイ』と同じ週に封切られ、公開初週末に1400万ドル前後を稼ぎ出すと予想されていたが、実際の数字はそれを大きく下回るものとなった。2019年6月14日、本作は全米2952館で公開され、公開初週末に890万ドルを稼ぎ出し、週末興行収入ランキング初登場6位となった。この数字は前作の数字（2171万ドル）の半分以下であった。

## 評価
本作に対する批評家からの評価は伸び悩んでいる。映画批評集積サイトのRotten Tomatoesには86件のレビューがあり、批評家支持率は34%、平均点は10点満点で4.84点となっている。サイト側による批評家の見解の要約は「原作小説の出版から数十年が経過したこともあって、三世代に及ぶ『シャフト』の物語は登場人物たちの面白さを維持したり、時代遅れの感を払拭したりするのに悪戦苦闘している。」となっている。また、Metacriticには29件のレビューがあり、加重平均値は41/100となっている。なお、本作のCinemaScoreはAとなっている。